# Cerkiew św. Mikołaja w Gegabraście
Cerkiew św. Mikołaja – prawosławna cerkiew w Gegabraście.
Cerkiew została zbudowana w latach 1896–1899 na potrzeby kolonistów narodowości rosyjskiej, sprowadzonych do miejscowości w latach 60. XIX wieku.  Jako świątynia miejscowej parafii zastąpiła użytkowaną od 1889 kaplicę domową. Inicjatorem jej wzniesienia był arcybiskup wileński i litewski Hieronim (Ekziemplarski), który w 1896 spotkał się z mieszkańcami wsi. Jest to świątynia drewniana, z dwurzędowym ikonostasem we wnętrzu.
W 1947 cerkiew w Gegabraście została zarejestrowana jako czynna świątynia prawosławna. W latach 50. XX wieku, na koszt parafii, została gruntownie odnowiona i 8 sierpnia 1954 ponownie poświęcona.
Obecnie (XXI w.) z powodu małej liczby wiernych (kilkanaście osób), nabożeństwa w świątyni odbywają się kilka razy w roku.